# Próbafelvétel
A próbafelvétel olyan eljárás, melynek során megállapítják, hogy egy színész alkalmas-e az adott szerepre. Játékfilmeknél, televíziós filmeknél, sorozatoknál és reklámfilmek esetében is alkalmazzák. A próbafelvétel módja és követelményei a szereptől függenek. 
A próbafelvételre azért van szükség, hogy a rendező megállapíthassa, a színész hogyan mutat a felvételeken, mivel az élő és a filmről visszanézett előadás nem mindig mutat ugyanúgy (például van színész, aki élőben meggyőző, de filmen nem mutat jól). A próbafelvétel során a színésznek általában fel kell olvasnia néhány sort egy szövegből, és el kell játszania egy-két jelenetet, vagy megadott témára rögtönöznie kell. Ha a szerep úgy kívánja, más képességeket is be kell mutatnia (például zenés film esetén énekelnie vagy táncolnia kell, harcművészeti film esetén bizonyítania harcművészeti tudását stb.)
A próbafelvételt alkalmazhatják annak megállapítására is, hogy két szereplő mennyire illik össze, mennyire mutatnak jól együtt, például, ha egy már kiválasztott férfi főszereplőhöz keresnek női partnert.
A színészek gyakran nem a tényleges szöveget mondják el vagy a történetben megírt kulcsjelenetet játsszák el, hanem ahhoz jellegében hasonlót, hogy a készülő film története, alapötletei nem szivárogjanak ki a nagyszámú elutasított jelölt révén.

## Külső hivatkozások
- Híres színészek próbafelvételei (angolul)